# جون بوشان
جون بوشان (26 أغسطس 1875-11 فبراير 1940)، روائي ومؤرِخ إسكُتلندي، والحاكم الخامس عشر لكندا منذ تأسيس الاتحاد الكندي.

## جون بوشان
عمل بوشان لفترة وجيزة في إحدى مجالات القانون، وبعد ذلك بدأ في وقت وجيز بالكتابة إلى جانب عمله في مجال السياسية والدبلوماسية، حيث عمل سكرتيرًا خاص لدى عدد من مسؤولي المستعمرات المختلفة في جنوب أفريقيا قبل أن يتولى مسؤولية الدعاية لجهود بريطانيا في الحرب العالمية الأولى، كما تم انتخابه في عام 1927 عضوا للبرلمان عن تجمع الجامعات الأسكتلندية المشتركة، إلا أنه قضى معظم وقته في الكتابة؛ وتحديدا في تأليف كتابه الذي عَنوَنه بـ(الخطوات التسع والثلاثون) وغيرها من الروايات الخيالية. وفي عام 1935 تم تعيينه حاكمًا لكندا، من قبل الملك جورج الخامس بناء على توصية من رئيس وزراء كندا ريتشارد بيدفورد بينيت، ليحل محل إيرل الحاكم السابق، وتولى هذا المنصب حتى وفاته في عام 1940. لقد أظهر بوشان حماسه لمحو الأمية، وكذلك في تطوير الثقافة الكندية، وقد شيع في جنازة رسمية في كندا قبل أن تعاد رفاته إلى المملكة المتحدة.

## نشأته وتعليمه
كان بوشان الطفل البكر في أسرته، وقد عمل والده وزيراً لشؤون الكنيسة الأسكتلندية الحرة، وقد نشأ بوشان في مقاطعة كيركالدي وكان يقضي الكثير من عطل الصيف لدى جديه لأمه في مدينة بروتون على الحدود الأسكتلندية، فقد نمى ذلك لديه هناك حب التجول بين المناظر الطبيعية والحياة البرية وهو ما انعكس غالبا على رواياته، لقد كان اسم الشخصية الرئيسية في العديد من كتبه هي (السيد إدوارد ليثن) فقد استوحى هذا الاسم من ليثين ووتر وهي مصب مائي في نهر تويد، قامت شقيقته آنا بتوثيق طفولتهما في مذكراتها التي أطلقت عليها مسمى (شيء لا ينسى) من خلال شخصية خيالية باسم أو دوغلاس.
حصل بوشان على منحة دراسية في جامعة غلاسكو في سن السابعة عشر بعد أن انهى تعليمه في مدرسة هوتشسونز للنحو، ولقد درس في الجامعة العلوم التقليدية وكتب الشعر ثم أصبح مؤلف يقوم بالنشر، ومن ثم انتقل عام 1995 لدراسة الادب الكلاسيكي في كلية بريسنوز في اوكسفورد، وقد كان من بين أصدقائه في تلك المرحلة هيلير بيلوك وريموند اسكوث واوبري هيربرت، في عام 1897 حصل بوشان على جائزة ستان هوب لكتابة المقال كما حصل بعدها بعام على جائزة نيوديغيت في مجال الشعر كما اختير رئيسا لاتحاد أكسفورد إلى جانب قيامه بنشر سته من أعماله، وعند قرب تخرجه من جامعة اوكسفورد عام 1900 قام بوشان بعمل أول رسمه لشخص يدعى شولتو دوغلس.

## حياته كمؤلف وسياسي
دخل بوشان مجال السياسة بعد تخرجه من جامعه اوكسفورد حيث أصبح في عام 1891 السكرتير الخاص لألفريد ميلنر الذي كان آنذاك يشغل منصب المفوض السامي لمناطق جنوب افريقيا وحاكما لمستعمره كيب، مما جعل بوشان يعرف لدى الآخرين بطفل روضه ميلنر، وهو ما أكسبه الخبرة والمعرفة في بلد شكل جزءا رئيسيا في كتاباته بعد عودته إلى لندن، وفي الوقت نفسه مكنه ذلك من الدخول في شراكة توماس لينسون أند سن للنشر، ثم محررا لصحيفة سبيكتيتر. تزوج بوشان في 15 يوليو 1907 من السيدة سوزان تشارلوت غراسفينر وهي ابنة السيد نورمان غراسفنر، وفي الوقت نفسه ابنة عم دوق تويست منستر، وقد أنجب أربعة أطفال؛ وهم أليس وجون ووليام واليستر، اثنان منهم سوف يقضون معظم حياتهم في كندا.
في عام 1910، كتب بوشان رواية بعنوان: الكاهن يوحنا، وهي من أول رواياته في مجموعة المغامرات في جنوب إفريقيا، كما أن إصابته بقرحة في الإثني عشر انعكست في إحدى شخصيات رواياته، وفي نفس الوقت اقتحم بوشان الساحة السياسة، وقد كان مرشحا نقابيا في مارس 1911 عن منصب المقعد بيبلز وسيلكريك، حيث دعم التجارة الحرة ومنع اضطهاد النساء والتأمين الوطني والحد من صلاحيات مجلس اللوردات، كما قام بمعارضة إصلاحات الرفاهية التي اقترحها حزب الحرية، حيث أطلق على بوشان لاحقا اسم (كاره الطبقية) وهو ما روجت له شخصيات ليبرالية غوغائية كديفيد جورج. ومع اندلاع الحرب العالمية الأولى، اتجه بوشان إلى الكتابة لصالح الدعاية البريطانية في تلك الحرب، كما قام بالانخراط في الجيش البريطاني، وأُعطي رتبة ملازم ثان في الوحدات الاستخباراتية، حيث كان يقوم بكتابة الخطابات والمراسلات للسيد دوغلس هيق، وبعد نهاية الحرب عاد بوشان بالاهتمام بالكتابة في المواضيع التاريخية إلى جانب مؤلفاته المثيرة والروايات.

## الحاكم العام لكندا
أعلن في البرلمان الكندي بتاريخ 27 مارس 1935 بأن الملك قد قرر الموافقة على تعيين جون بوشان كممثل لنائب الملك، وذلك بعد أن قام القائم بأعمال رئيس الوزراء بينت وهو السيد جورج بيرلي بعمل توصية لبوشان لدى الملك جورج الخامس، بعد ذلك غادر بوشان إلى كندا كما أدى يمين القسم كحاكم عام لكندا وذلك خلال مراسم تمت في نوفمبر عام 1935، وذلك في مبنى البرلمان في ولاية كيبيك، وفي الوقت الذي وصل فيه بوشان إلى كندا قام ويليم كينق بأداء القسم كرئيس للوزراء بعد أن فاز حزب الحرية بالانتخابات الفيدرالية التي جرت في الشهر الذي سبق تعيينه، لقد اسهم في إيجاد المعرفة لكندا إلى وقتنا الحاضر، لقد كتب الكثير من المقالات التقديرية عن البلد في صحيفه سبيكتيتتر، كما قام بتتبع الأفعال والمهام التي قامت بها القوات الكندية في الحرب العالمية الأولى عندما ألف (تاريخ هيلسون في الحرب) قبل أن يقوم بزيارته الأولى إلى كندا 1924، إن معرفته ورغبته في زيادة الوعي العام للوضع في كندا ورغبته في الوصول إليها في الماضي جعلت من بوشان الرئيس الفخري الثاني لجمعية تشامبلن سوسايتي ما بين عامي 1938 و1939، لقد استمر بوشان بالكتابة خلال توليه منصب الحاكم العام، استغل بوشان منصبه كنائب لتحقيق هدفه في السفر إلى أرجاء كندا للترويج للوحدة الكندية.

## الإرث التاريخي لبوشان
في أواخر سنوات حياته، كتب بوشان سيرة ذاتية عنونها (ذاكرة تمسك الباب) إلى جانب أعماله الأخرى في التاريخ، وكذلك رؤاه حيال كندا، لقد قام إلى جانب شخص يدعى السيد بارونيس تويد سمور بإنشاء أول مكتبة في رد يو هول، كما قام هو وزوجته بإيجاد جوائز تشجيعية تحت مسمى (جوائز الحاكم العام في الأدب) ولا تزال هذه الجوائز هي الجوائز الرئيسية في كندا، وقد أصبح اثنين من أحفاده كتّاب وهما: جيمس وبيرديتا، وكان من بين أعماله مئة وثلاثين راوية، وسبع مجموعات قصصية قصيرة وسير ذاتية لأشخاص آخرين، كما منح جائزة جيمس تيت بلاك التذكارية عن السيرة الذاتية التي كتبها بعنوان ماركس أوف مونتريس، إلا أن أكثر كتبه إثارة كانت ما يتعلق منها بمواضيع عمليات التجسس.
وتخليداً لذكرى الزيارة التي قام بها بوشان عام 1937 إلى رينبورينج والمناطق المحيطة بها فقد تم في عام 1938 إنشاء منتزه تويدزميور في ولاية بريتش كولومبيا، وقد تم تقسيمه الآن إلى قسمين: الأول منتزه تويدزميور الجنوبي، والثاني منتزه تويدزميور الشمالي والمنطقة المحمية.

## روابط خارجية
- جون بوشان على موقع IMDb (الإنجليزية)
- جون بوشان على موقع الموسوعة البريطانية (الإنجليزية)
- جون بوشان على موقع مونزينجر (الألمانية)
- جون بوشان على موقع ميوزك برينز (الإنجليزية)
- جون بوشان على موقع قاعدة بيانات الأفلام السويدية (السويدية)
- جون بوشان على موقع إن إن دي بي (الإنجليزية)
- جون بوشان على موقع قاعدة بيانات الفيلم (الإنجليزية)